# アロー・スター駅
アロー・スター駅（アロー・スターえき、マレー語: Stesen Keretapi Alor Setar）はマレーシアのケダ州アロースターにある、マレー鉄道ケダ線の駅である。

## 概要
アロー・スター駅は、マレーシア ケダ州の州都であり人口22万人が暮らすアロースター（特別市）にある、マレー鉄道ケダ線の駅である。
KTMエレクトリック・トレイン・サービスの全列車が停車する。
ケダ線の複線化、電化に合わせ、2014年6月に改築された。

## 歴史
1915年10月4日に北進を続けて来たケダ線が、グルン駅から当駅まで延伸開業した。開業時は終着駅であったが、約2年後の1917年10月15日に、ブキッ・クトリ駅まで延長したことにより中間駅となった。 
- 1915年10月4日 グルン駅 - アロースター駅間開業
- 1917年10月15日 アロースター駅 - ブキッ・クトリ駅間開業

## 駅構造
単式ホーム 1面1線をもつ地上駅である。駅舎は西側にあり、ホームに面している。東側に待避線が1線あり列車交換ができる。

## 駅周辺
- アロースター・タワー（英語版、マレー語版）
- ケダ川（英語版、マレー語版）

## 隣の駅
マレー鉄道
ケダ線
KTM ETS
ブキッ・クトリ駅/アラウ駅 - アロー・スター駅 - グルン駅/スンガイ・プタニ駅
 2  KTMコミューター バターワース-パダン・ブサール線
アナク・ブキッ駅 - アロー・スター駅 - コダ駅